# Neposedy
Neposedy (in russo Непоседы?) è un coro musicale russo composto da bambini, formato a Mosca nel 1991 da Elena Pindžojan e Jurij Nikolaev.
Il coro è tutt'oggi attivo in Russia, ma i suoi membri sono in continuo cambiamento, essendo un progetto composto da soli bambini e giovani ragazzi.

## Storia
All'inizio del 1991 Pindžojan raccolse un gruppo di bambini di talento che successivamente formarono il gruppo Neposedy. Il nome del coro si riferisce ai bambini irrequieti, che non sono in grado di rimanere tranquilli in un unico posto. La prima formazione comprendeva Vlad Topalov e Alina Topalov, Seva Poluščuk, Julia Malinovskaja e Alina Malinovskaja, Evgenija Tremasova e Ksenja Tremasova, Mary Suare ed Evgenija Letičevskaja. Successivamente entrarono nel coro anche Sergej Lazarev, Nastja Zadorožnaja, Julia Volkova e Lena Katina.
Nel 1992 il coro cominciò a lavorare a stretto contatto con lo show televisivo di Jurij Nikolaev Utrennjaja zvezda (in russo Утренняя Звезда?). Questo fu il primo passo verso la popolarità del gruppo, e lo stesso Nikolaev divenne padrino del coro. Nello stesso anno, la piccola Julia Malinovskaja, di soli sei anni, divenne co-conduttrice dello show.
Dal 1993 al 1994, sulla stazione radio Smena, il Neposedy iniziò il proprio programma radiofonico condotto da Sergej Lazarev e Julia Malinovskaja. Sempre nel 1994, sotto invito del Fondo Onu per l'infanzia UNICEF, il coro tenne il suo primo tour all'estero per tre settimane negli Stati Uniti d'America, a Orlando e Miami.
Il primo lavoro discografico del gruppo, Pust' mirom pravit ljubov', fu pubblicato nel 1997. L'album includeva venti tracce, cantate sia in inglese che in russo, e conteneva anche alcune cover come It's All Coming Back to Me Now e Can You Feel the Love Tonight. L'anno seguente il gruppo rappresentò la Russia all'EXPO in Portogallo. Inoltre, il coro iniziò a collaborare con i principali canali televisivi russi, come Pervyj kanal, Rossija 1 e TVZ. Su quest'ultimo, dal 1997 al 2000, i ragazzi del coro condussero un programma intitolato Zanimatel'nye putešestvija (in russo Занимательные путешествия?), in cui raccontavano storie interessanti mentre giravano la Russia, la Spagna, l'Italia e la Francia.
Il 1º giugno 2002 i componenti del Neposedy, in collaborazione con la ONG e con il canale Rossija 1, iniziarono a condurre lo show Vzroslye i deti (in russo Взрослые и дети?): in questi concerti i bambini del coro cantavano canzoni popolari dedicate agli orfani e ai bimbi disabili.
Nel 2006, per celebrare il quindicesimo anniversario del coro, il gruppo pubblicò l'album Nam 15 let!, che includeva una cover della canzone Irresistible di Jessica Simpson.
Nel 2009 il Neposedy ha avuto l'onore di aprire l'Eurovision Song Contest con una serie di canzoni dei vincitori degli anni precedenti della kermesse. Dal 2012 al 2016 i coristi del gruppo hanno partecipato attivamente ai programmi televisivi Golos e Golos deti.
Nel maggio 2016 il gruppo ha festeggiato il suo venticinquesimo anniversario di attività professionale in una puntata di Vzroslye i deti, mandata in onda su Pervyj kanal, con la partecipazione dei vecchi membri del gruppo, tra cui Nastja Zadorožnaja, Lena Katina, Julia Volkova e Vlad Topalov.

## Dopo il Neposedy

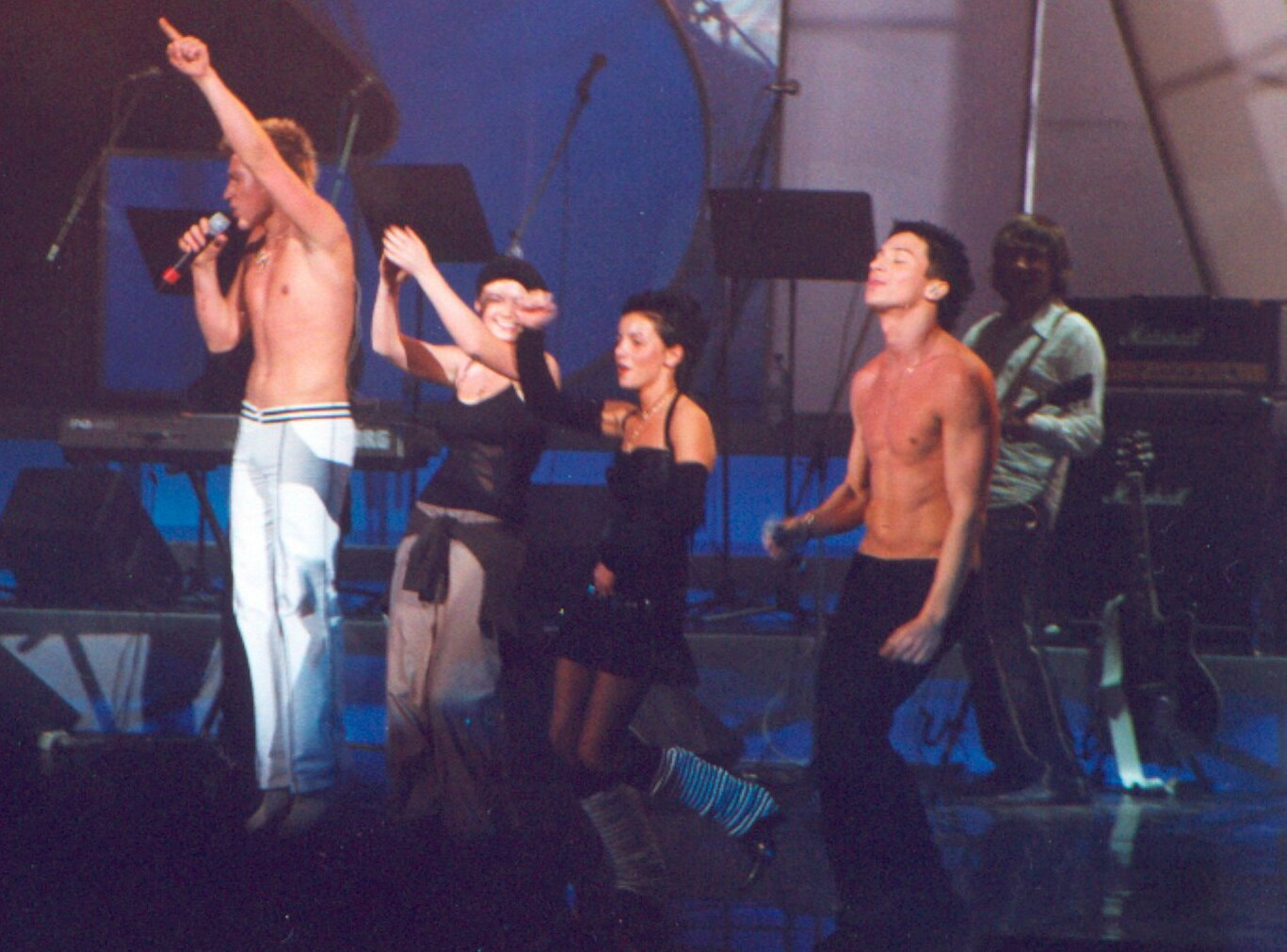
Da sinistra: Vlad Topalov, Lena Katina, Julia Volkova e Sergej Lazarev, alcuni dei membri del Neposedy che hanno ottenuto maggior successo

Il Neposedy ha aiutato molti membri del gruppo a farsi conoscere, fungendo da trampolino di lancio per le carriere successive.
Julia Volkova e Lena Katina, che hanno fatto parte del gruppo dal 1997 al 1999, hanno formato il duo di successo mondiale t.A.T.u., rappresentando inoltre la Russia nell'edizione 2003 dell'Eurovision Song Contest.
Anche Sergej Lazarev e Vlad Topalov, membri dagli esordi, formarono successivamente un duo, gli Smash!!, di grande successo in Asia ed Est Europa. Lazarev ha poi riscontrato molto successo in patria e anche all'estero, prendendo parte alle edizioni 2016 e 2019 dell'Eurovision. Nastja Zadorožnaja ha intrapreso, dopo l'esperienza nel Neposedy, la carriera di attrice in Russia e anche all'estero (come in Belgio), e anche quella di cantante.
Seva Poluščuk è diventato attore, conduttore televisivo e radiofonico, mentre Andrej Zvetokov ha partecipato al programma American Idol nel 2016. Kristian Kostov ha partecipato all'edizione bulgara del programma X Factor, classificandosi secondo. Nel 2017 ha rappresentato la Bulgaria all'edizione annuale dell'Eurovision, dove si è piazzato secondo, diventando il primo artista nato negli anni 2000 a partecipare alla suddetta kermesse musicale.

## Discografia
Album in studio
- 1997 – Pust' mirom pravit ljubov'
- 2001 – 10 let - lučšee
- 2005 – Vzroslye i deti
- 2006 – Nam 15 let!